# Bisbat d'Orleans

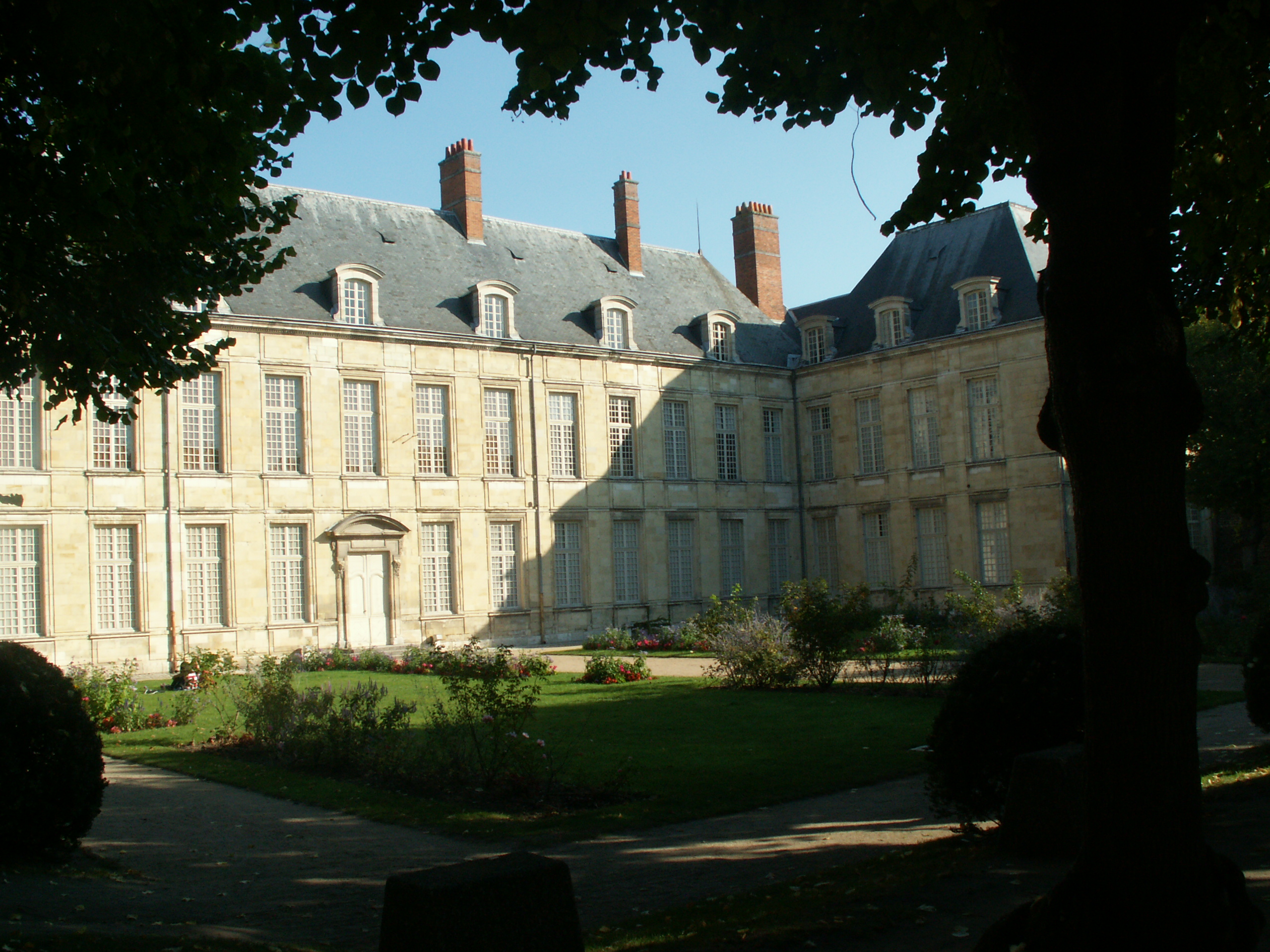
L'antic palau episcopal d'Orleans, construït entre el 1635 i el 1641, fou seu dels bisbes fins al 1905, quan esdevingué propietat de l'Estat.

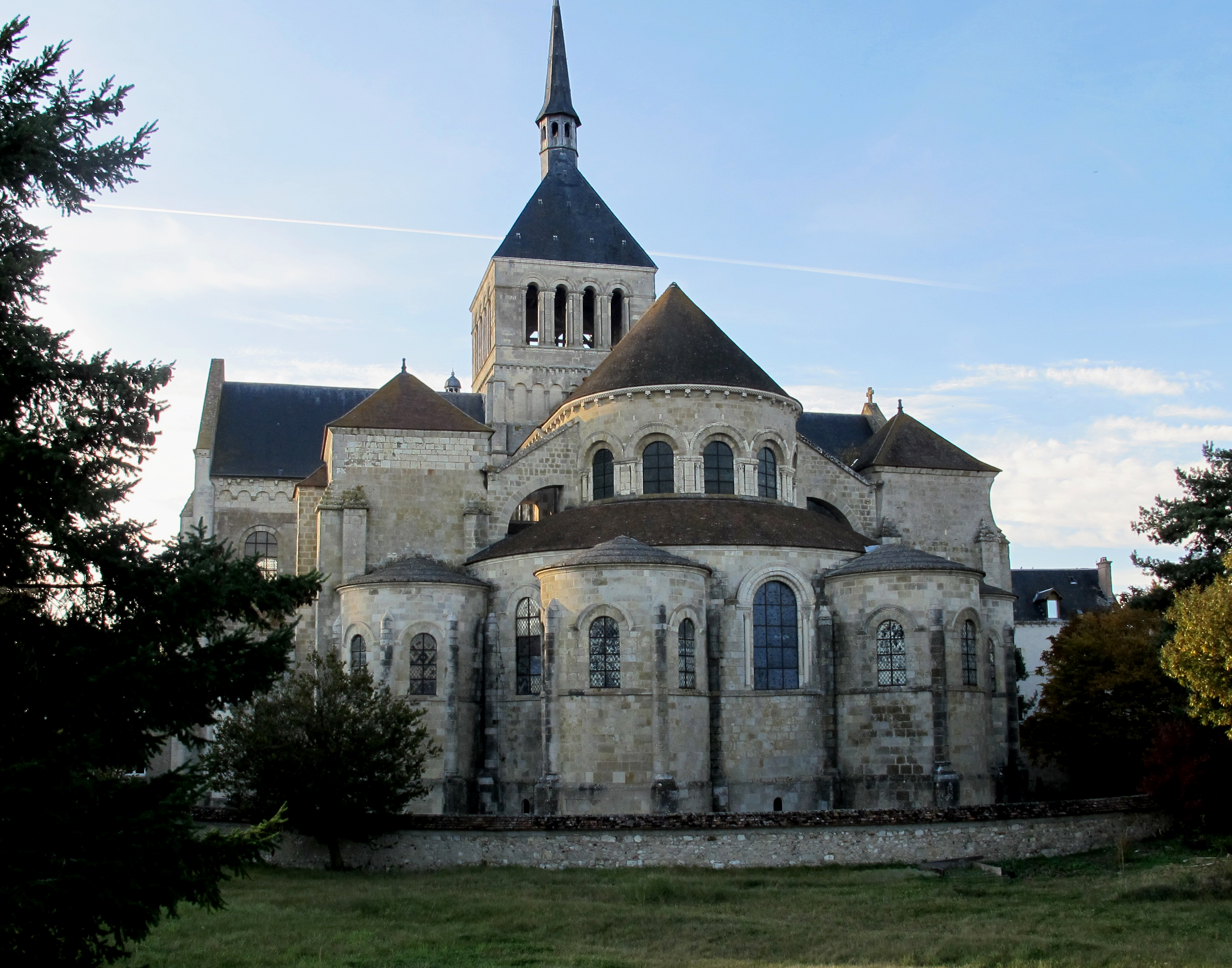
La chiesa abbaziale Saint-Benoît de Fleury a Saint-Benoît-sur-Loire, fundada el 640; va ser la primera abadia francesa en seguir la regla de Sant Benet; per un cert període les relíquies del sant van reposar a l'abadia.

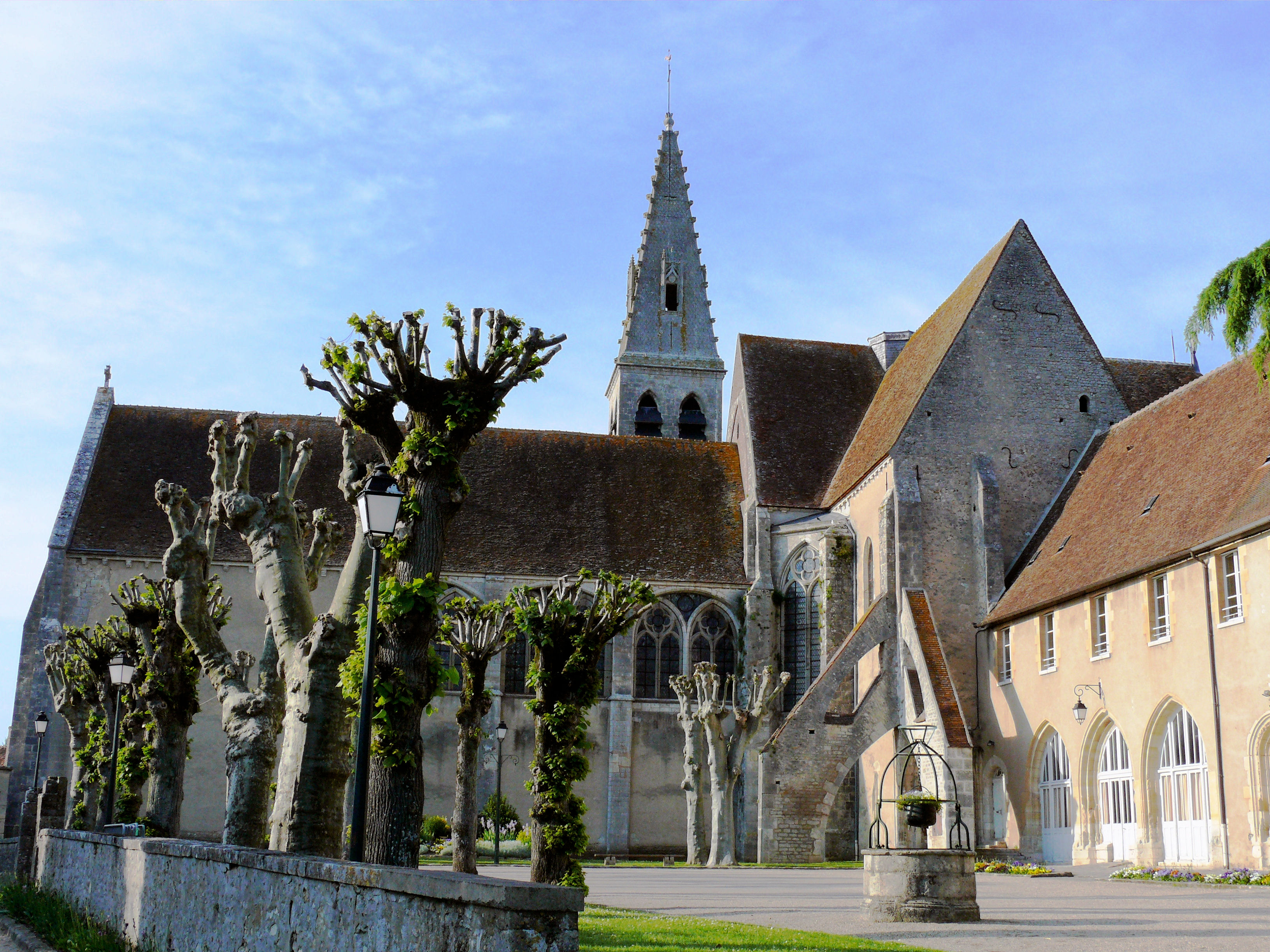
L'església abacial de Ferrières, del.

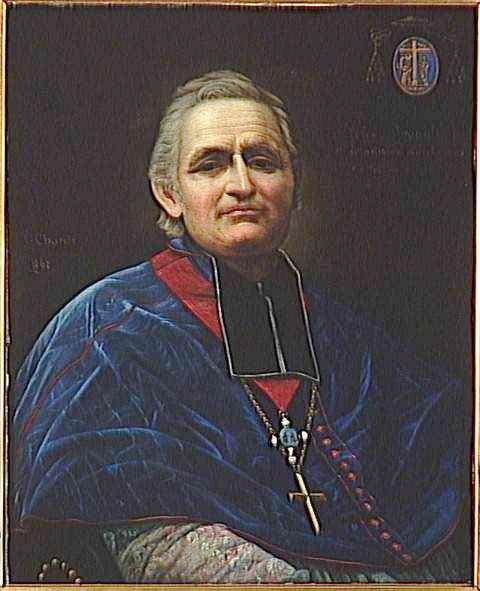
Félix Dupanloup, bisbe d'Orleans del 1849 al 1878.

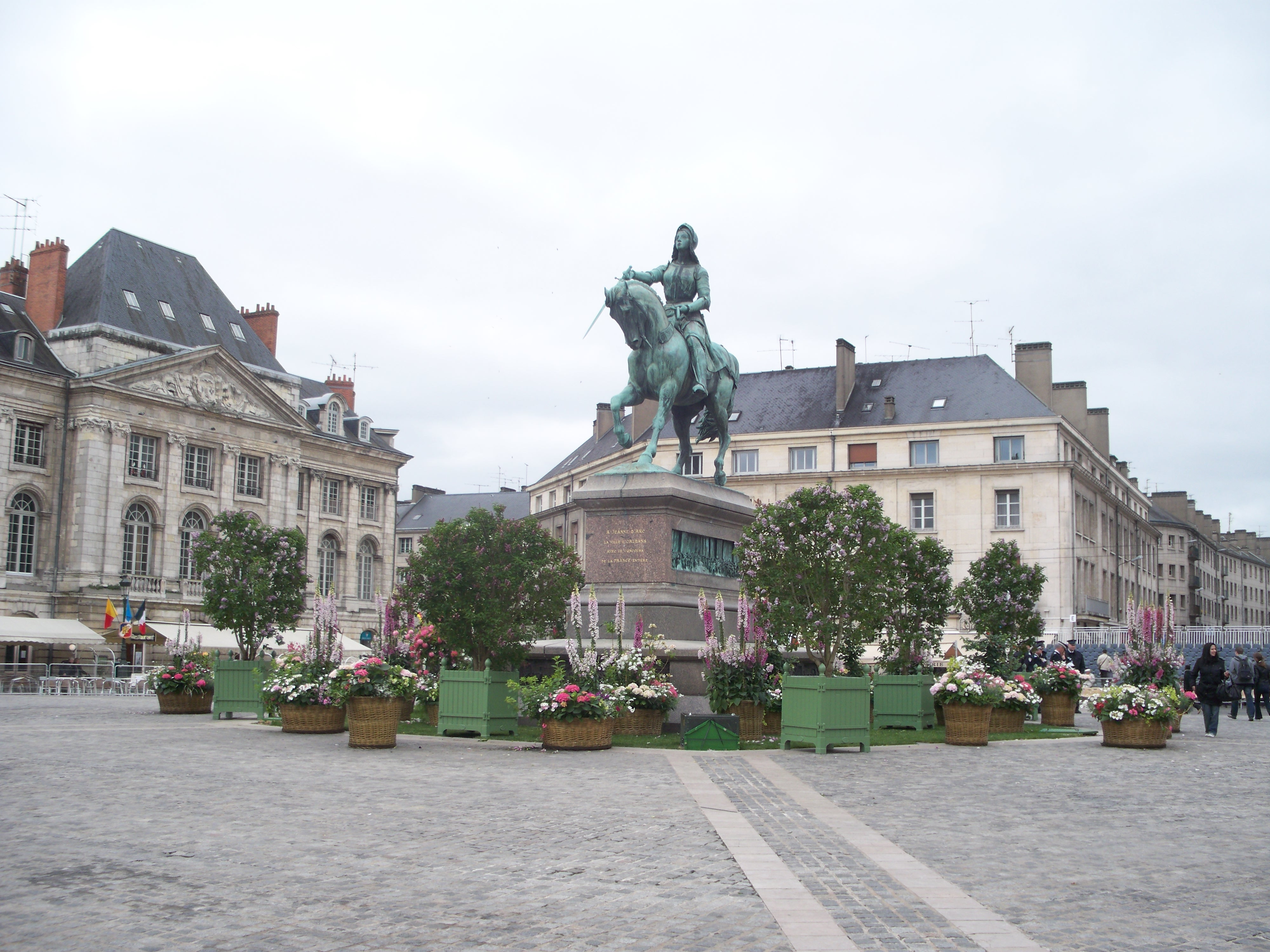
Estàtua eqüestre de santa Joana d'Arc, la doncella d'Orleans.

Participació dels bisbes francs al primer concili d'Orleans el 511.

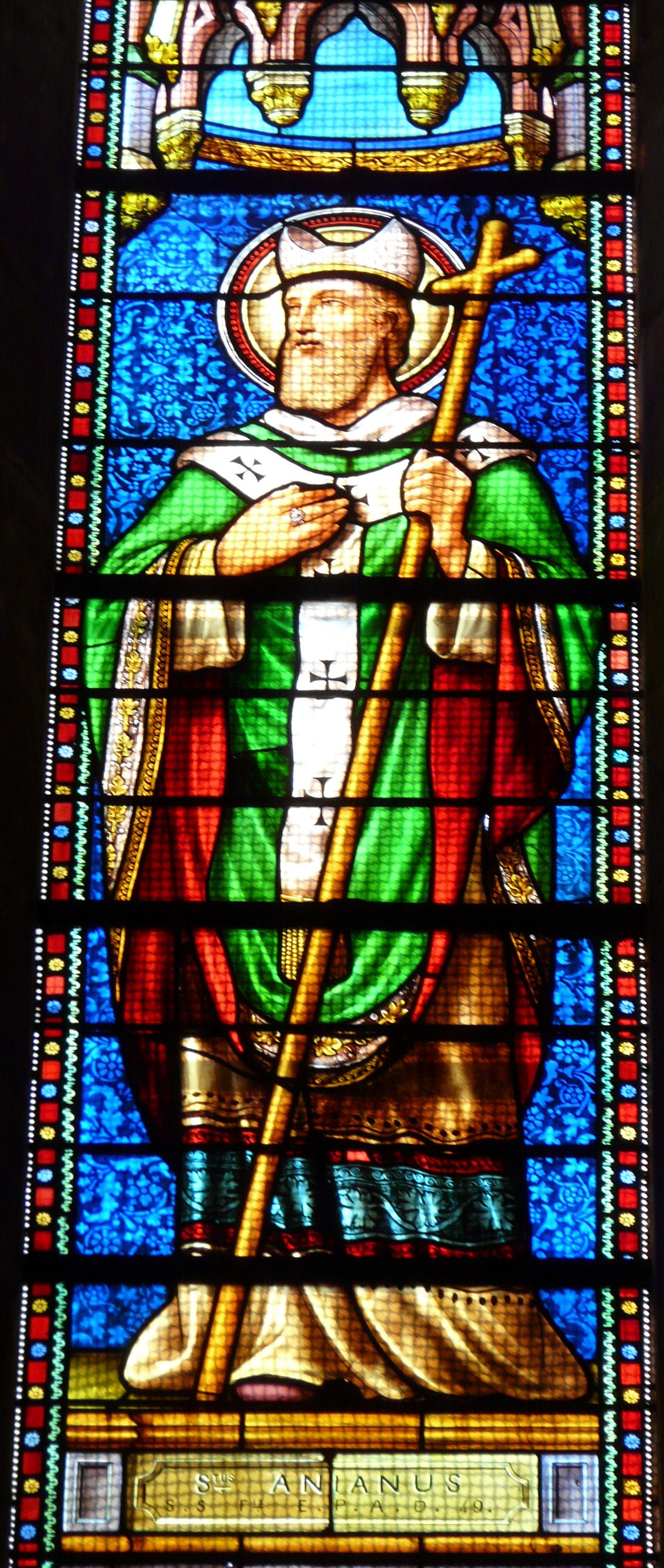
Anià, bisbe d'Orleans a la primera meitat del.

El bisbat d'Orleans (francès: Diocèse d'Orléans, llatí: Dioecesis Aurelianensis) és una seu de l'Església Catòlica a França, sufragània de l'arquebisbat de Tours. Al 2016 tenia 446.769 batejats sobre una població de 681.086 habitants. Actualment està regida pel bisbe cardenal Jacques Blaquart.

## Territori
La diòcesi comprèn el departament francès del Loiret.
La seu episcopal és la ciutat d'Orleans, on es troba la catedral de Santa Creu.
El territori s'estén sobre 681.086 km², i està dividit en 321 parròquies, agrupades en 4 zones pastorals, dividides en vicariats. En particular, la zona pastoral d'Orleans compta amb 6 vicariats, la zona pastoral de la Beauce té 3 vicariats, la zona pastoral de Gâtinais i del Giennois consisteix en 5 vicariats i la zona pastoral de la vall del Loira i de Sologne compta en 4 vicariats.

## Història
La diòcesi es va erigir al segle iii. La tradició, però, arran de l'elaboració del Catàleg episcopal més antic, reconeix com a evangelitzador i protobisbe a sant Atí. El primer bisbe històricament documentat és Diclopeto, que signà en el document elaborat al 346 amb la qual, en el pseudo-concili de Colònia, un grup de bisbes va fer seva la decisió del Concili de Sardica a favor d'Atanasi.
Aurelianum, l'antiga Cenabum, capital del poble celta dels carnuts, era una civitas de la Gallia Lugdunensis quarta (o Senonia), com ho demostra la Notitia Galliarum a principis del segle v. Des del punt de vista religiós, com a civil, Orleans depenia de la província eclesiàstica de l'arxidiòcesi de Sens, la seu provincial metropolitana.
En l'època merovíngia, la ciutat va ser la llar d'importants concilis nacionals, celebrats el 511, 533, 538, 541, 549, 581, 621 e 34/645. Altres concilis es van celebrar a partir del segle xi.
Entre els segles viii i ix, la diòcesi va ser governada pel bisbe Teodulf, un home molt competent i un important escriptor eclesiàstic. Ell és l'autor d'un Rituale, un Penitentiale , un tractat sobre el baptisme, la confirmació i sobre l'Eucaristia, d'una edició de la Bíblia i l'himne Gloria, laus et honor.
Cap al segle xi, l'església de la Santa Creu esdevingué la catedral diocesana en lloc de la catedral original de Sant Esteve. La Santa Creu va ser reconstruïda en forma gòtica a partir del final del segle xiii. Destruïda pels hugonots, va ser reconstruïda al segle xvii.
Una figura destacada del segle XV és santa Joana d'Arc, que va liderar l'aixecament d'Orléans contra la dominació anglesa el 8 de maig de 1429.
Al segle XVI la diòcesi no es va salvar de les guerres de religió: el cardenal Odet de Coligny que es van convertir al protestantisme va ser abat d'alguns monestirs diocesans, originari de la diòcesi va ser també el general Gaspard de Chatillon, un dels líders dels hugonots. Francesc I de Guisa va morir a prop d'Orléans i la ciutat mateixa va ser objecte de contenció entre els catòlics Guisa i els protestants Condè. En 1567 els hugonots van destruir el monument a Joana d'Arc, que va ser re-erigit pels catòlics en 1569, després de la reconquesta de la ciutat.
El 20 d'octubre de 1622, la diòcesi va passar a formar part de la província eclesiàstica de l'arxidiòcesi de París.
El segle xviii va estar marcat per la presència de figures carismàtiques a la diòcesi: el 1618 i el 1619 van passar per Orleans sant Francesc de Sales; santa Giovanna Francesca Frémiot de Chantal l'any 1627 va ser la superiora del convent de la Visitació d'Orléans.
En 1789 el territori de la diòcesi va ser canviat per coincidir amb els límits administratius del departament de Loiret: per tant, la diòcesi va donar algunes porcions de territori a les diòcesis de Blois i Chartres, i es va incorporar una altra, que havia estat de la mateixa diòcesi de Blois, l'arquebisbat de Sens, l'arquebisbat de Bourges i la diocesi d'Auxerre.
Seguint el concordat amb la butlla Qui Christi Domini del Papa Pius VII del 29 de novembre de 1801, es va ampliar la diòcesi incorporant la diòcesi de Blois, que va ser suprimida. Tanmateix, a partir del 6 d'octubre de 1822 es va restablir la diòcesi de Blois, amb territori pres de Orléans.
De 1849 al 1878 la diòcesi estava governada per Félix Dupanloup, un dels homes de cultura francesos més eminents de la seva època, de tendències gal·licanes. Va ser un dels oponents més atrevits del dogma de la infal·libilitat papal consagrat al Concili Vaticà I, a qui va prestar l'obediència. El 1874 també va haver d'acceptar el pas al ritu romà de la seva diòcesi, que havia estat l'últim a França per adoptar el ritu gal·licà.
El 9 d'octubre de 1966 es va convertir en sufragània de l'arxidiòcesi de Bourges.
El 8 de desembre de 2002, amb la reorganització dels districtes eclesiàstics francesos, Orleans es va convertir en part de la província eclesiàstica de l'arxidiòcesi de Tours.

## Cronologia episcopal
El catàleg episcopal més antic d'Orleans està contingut en un manuscrit del monestir de Saint-Aubin d'Angers i de primera mà arriba al bisbe Renier de Flandre, o sigui cap a finals del segle xi, i representa la tradició així com existia a Orleans en aquest període.
- Diclopeto † (citat el 346)
- Alito (o Alezio) †
- Desiniano †
- Sant'Evurzio † (citat el 374)[4]
- Sant'Aniano † (citat el 451)[5]
- Magno †
- Febato †
- Graziano †
- San Monitore †
- San Prospero †[6]
- San Floscolo †
- Dagone †
- Eusebio † (citat el 511)
- Leonzio † (citat el 533)
- Antonino † (citat el 538)
- Marco † (abans del 541 - després del 549)
- Treclato †
- Baudaco †
- Ricomero † (citat el 573)
- Namazio † (abans del 581 - 587 mort)
- Austrino † (vers 587 - després del 604)
- Leodegisilo † (citat el 614)[7]
- Audone † (abans del 650 - després del 667)
- Vaudo (o Gaudo) †
- Sigoberto † (citat el 683)
- Suavarico † (abans del 693 - després del 697)[8]
- Dalfino †
- Adalmaro †
- Leodeberto †
- Leodegario †
- Sant'Eucherio † (non abans del 719 - 20 de febrer de 738 mort)[9]
- Bertino †
- Audulfo †
- Nadavilio †
- Deotimio †[10]
- Teodulfo † (abans del 798[11] - d'abril de 818 deposat)[12]
- Giona † (vers de juliol de 818 - 843 mort)
- Agio † (843 - després de novembre de 867)
- Gualtiero † (abans d'abril de 869 - després del 891)
- Troanno †
- Bernone † (citat el 900)
- Anselmo † (abans del 912 - després de gener de 938)
- Teodorico I †[13]
- Ermenteo † (abans del 956 - 972 renuncià)
- Arnulfo I † (972 - vers 979)
- Manasse I † (citat el 980)[14]
- Arnulfo II † (abans del 987 - desembre de 1003 mort)
- Foulque I † (abans del 1008 - després del 1012)
- San Teodorico II † (vers 1016 - 1021 renuncià)
- Odolric (Odry) de Broyes † (1021 - vers 1033 o 1035 mort)
- Isembart de Broyes † (vers 1035 - 24 de setembre de 1062 o 1063 mort)
- Hadery de Broyes † (1063 - després d'agost de 1067 deposat)[15]
- Renier de Flandre † (abans del 1070 - després del 1082)
- Arnoul III † (citat el 1083)
- Jean I † (abans del 1089 - 1096 mort)
- Sanction † (1096 - 1096 deposat)
- Jean II "Flora" † (28 de desembre de 1096 - 4 de maig de 1135 o 1136 mort)
- Elie † (15 d'abril de 1137 - 1146 renuncià)
- Manassès de Garlande † (1146 - vers 1185 mort)
- Henri de Dreux † (1186 - 25 d'abril de 1198 mort)
- Hugues de Garlande † (1198 - 4 de maig de 1206 mort)
- Manassé de Seignelay † (1207 - 28 de setembre de 1221 mort)
- Philippe de Jouy † (de desembre de 1221 - maig de 1234 mort)
- Beato Philippe Berruyer † (1234 - 10 de març de 1236 nomenat arquebisbe de Bourges)
- Guillaume de Bucy (Bussy) † (17 de juny de 1238 - 23 d'agost de 1258 mort)
- Robert de Courtenay † (1258 - 1 d'agost de 1279 mort)
- Gilles Pastai † (9 de juny de 1282 - 1 de setembre de 1288 mort)
- Pierre de Mornay † (desembre de 1288 - 4 de febrer de 1296 nomenat bisbe d'Auxerre)
- Frédéric (Ferry) de Lorraine † (14 de febrer de 1296 - 12 de juny de 1299 mort)
- Berthaud de Saint-Denis † (23 de desembre de 1299 - 1 d'agost de 1307 mort)
- Raoul Grosparmi † (gener de 1308 - 18 de setembre de 1311 mort)
- Milon de Chailly † (17 de gener de 1312 - 15 de març de 1321 mort)
- Beato Roger Le Fort † (3 d'abril de 1321 - 7 de gener de 1328 nomenat bisbe de Llemotges)
- Jean de Conflans, O.S.B. † (23 de desembre de 1327 - d'abril de 1349 renuncià)
- Philippe de Conflans, O.S.B. † (27 d'abril de 1349 - 7 d'agost de 1349 mort)
- Jean de Montmorency † (5 d'octubre de 1349 - 4 de novembre de 1363 mort)
- Hugues Faydit † (24 de novembre de 1363 - 6 de juny de 1371 nomenat bisbe d'Arràs)
- Jean Nicot † (6 de juny de 1371 - 10 de març de 1383 mort)
- Foulques de Chanac, O.S.B. † (13 de març de 1383 - 1 de març de 1394 mort)
- Guy de Prunelé † (13 de juny de 1394 - 1426 mort)
- Jean de Saint-Michel † (8 d'abril de 1426 - 1435 mort)
  - Guillaume Charrier † (21 de juliol de 1438 - 9 de gener de 1439 nomenat bisbe d'Agde) (bisbe electe)
  - Renault de Chartres † (9 de gener de 1439 - 4 d'abril de 1444 mort) (administrador apostòlic)
- Jean du Gué † (20 d'abril de 1444 - 7 d'octubre de 1447 mort)
- Pierre Bureau † (20 de novembre de 1447 - 10 de desembre de 1451 nomenat bisbe de Béziers)
- Jean † (10 de desembre de 1451 - vers 1452 mort)
- Thibaud d'Assigny † (5 de maig de 1452 - 24 de setembre de 1473 mort)
- François de Brillac † (3 de novembre de 1473 - 22 de desembre de 1504 nomenat arquebisbe d'Ais)
- Christophe de Brillac † (22 de desembre de 1504 - 4 de febrer de 1514 nomenat arquebisbe de Tours)
- Germain de Ganay † (3 de juliol de 1514 - 8 de març de 1520 mort)
- Jean d'Orléans-Longueville † (26 de juny de 1521 - 24 de setembre de 1533 mort)
- Antoine Sanguin de Meudon (6 de novembre de 1533 - 20 d'octubre de 1550 nominato administrador apostòlic di Tolosa)
- François de Faucon † (20 d'octubre de 1550 - 12 d'octubre de 1551 nomenat bisbe de Mâcon)
- Pierre Duchâtel † (12 d'octubre de 1551 - 3 de febrer de 1552 mort)
- Jean de Morvillier † (27 d'abril de 1552 - 1564 renuncià)
- Mathurin de La Saussaye † (6 de setembre de 1564 - 9 de febrer de 1584 mort)
- Denis Hurault de Cheverny † (9 de febrer de 1584 - 1586 renuncià)
- Germain Vaillant de Guelis † (27 d'octubre de 1586 - 15 de setembre de 1587 mort)
- Jean de L'Aubespine † (16 de març de 1588 - 23 de febrer de 1596 mort)
  - Sede vacante (1596-1604)
- Gabriel de L'Aubespine † (15 de març de 1604 - 15 d'agost de 1630 mort)
- Nicolas de Nertz (Netz) † (27 de gener de 1631 - 20 de gener de 1646 mort)
- Alphonse d'Elbène † (21 de gener de 1647 - 20 de maig de 1665 mort)
- Pierre-Armand du Cambout de Coislin † (29 de març de 1666 - 5 de febrer de 1706 mort)
- Louis-Gaston Fleuriau d'Armenonville † (15 de novembre de 1706 - 9 de juny de 1733 mort)
- Nicolas-Joseph de Paris † (9 de juny de 1733 - 10 de gener de 1754 renuncià)
- Louis-Joseph de Montmorency-Laval † (14 de gener de 1754 - 28 de febrer de 1758 renuncià)[16]
- Louis-Sextius de Jarente de La Bruyère † (13 de març de 1758 - 28 de maig de 1788 mort)
- Louis-François-Alexandre de Jarente de Senas d'Orgeval † (28 de maig de 1788 - 1791 deposat)[17]
  - Sede vacante (1791-1802)
- Etienne-Alexandre-Jean-Baptiste-Marie Bernier † (10 d'abril de 1802 - 1 d'octubre de 1806 mort)
- Claude-Louis Rousseau † (3 d'agost de 1807 - 7 d'octubre de 1810 mort)
  - Sede vacante (1810-1819)
- Pierre-Marin Rouph de Varicourt † (23 d'agost de 1819 - 9 de desembre de 1822 mort)
- Jean Brumault de Beauregard † (10 de març de 1823 - 22 de gener de 1839 jubilat)
- François-Nicholas-Madeleine Morlot † (8 de juliol de 1839 - 27 de gener de 1843 nomenat arquebisbe de Tours)
- Jean-Jacques Fayet † (27 de gener de 1843 - 4 d'abril de 1849 mort)
- Félix-Antoine-Philibert Dupanloup † (28 de setembre de 1849 - 11 d'octubre de 1878 mort)
- Pierre-Hector Coullié † (11 d'octubre de 1878 - 15 de juny de 1893 nomenat arquebisbe de Lió)
- Stanislas-Arthur-Xavier Touchet † (18 de maig de 1894 - 23 de setembre de 1926 mort)
- Jules-Marie-Victor Courcoux † (20 de desembre de 1926 - 28 de març de 1951 mort)
- Robert Picard de la Vacquerie † (27 d'agost de 1951 - 23 de maig de 1963 renuncià)
- Guy-Marie-Joseph Riobé † (23 de maig de 1963 - 18 de juliol de 1978 mort)
- Jean-Marie Lustiger † (10 de novembre de 1979 - 31 de gener de 1981 nomenat arquebisbe de París)
- René Lucien Picandet † (13 de juny de 1981 - 20 d'octubre de 1997 mort)
- Gérard Antoine Daucourt (2 de juliol de 1998 - 18 de juny de 2002 nomenat bisbe de Nanterre)
- André Louis Fort (28 de novembre de 2002 - 27 de juliol de 2010 jubilat)
- Jacques Blaquart, des del 27 de juliol de 2010

## Estadístiques
A finals del 2016, la diòcesi tenia 446.769 batejats sobre una població de 681.086 persones, equivalent al 65,6% del total.
| any  | població | població | població | sacerdots | sacerdots       | sacerdots       | sacerdots             | diaques | religiosos | religiosos | parròquies |
| ---- | -------- | -------- | -------- | --------- | --------------- | --------------- | --------------------- | ------- | ---------- | ---------- | ---------- |
| any  | batejats | total    | %        | total     | clergat secular | clergat regular | batejats por sacerdot | diaques | homes      | dones      |            |
| 1950 | 300.000  | 346.918  | 86,5     | 432       | 396             | 36              | 694                   |         | 62         | 830        | 338        |
| 1970 | 395.500  | 430.500  | 91,9     | 359       | 320             | 39              | 1.101                 |         | 63         | 694        | 310        |
| 1980 | 455.000  | 495.000  | 91,9     | 304       | 260             | 44              | 1.496                 | 5       | 78         | 460        | 293        |
| 1990 | 472.000  | 566.000  | 83,4     | 232       | 198             | 34              | 2.034                 | 16      | 66         | 339        | 294        |
| 1999 | 448.200  | 623.600  | 71,9     | 195       | 159             | 36              | 2.298                 | 24      | 63         | 231        | 294        |
| 2000 | 448.200  | 617.176  | 72,6     | 192       | 158             | 34              | 2.334                 | 26      | 63         | 233        | 294        |
| 2001 | 448.200  | 618.126  | 72,5     | 189       | 155             | 34              | 2.371                 | 30      | 64         | 237        | 294        |
| 2002 | 448.200  | 618.126  | 72,5     | 187       | 153             | 34              | 2.396                 | 29      | 64         | 209        | 294        |
| 2003 | 448.200  | 632.557  | 70,9     | 183       | 153             | 30              | 2.449                 | 30      | 53         | 223        | 294        |
| 2004 | 448.200  | 632.557  | 70,9     | 176       | 146             | 30              | 2.546                 | 31      | 51         | 227        | 294        |
| 2013 | 445.000  | 656.000  | 67,8     | 135       | 101             | 34              | 3.296                 | 40      | 59         | 139        | 294        |
| 2016 | 446.769  | 681.086  | 65,6     | 133       | 96              | 37              | 3.359                 | 39      | 59         | 128        | 294        |